# 국민참여재판제도
국민참여재판제도(國民參與裁判制度)란 대한민국에서 2008년 1월부터 실시된 배심원 재판제도이다. 만 20세 이상의 국민중 무작위로 선정되어 형사재판에서 사실의 인정, 법령의 적용 및 형의 양정에 관한 의견을 판사에게 제시하게 된다. 배심원의 평결은 법원의 판결에 대해 법적으로 구속하는 힘은 없다. 그러나 재판장은 배심원의 평결결과와 다른 판결을 선고하는 때에는 피고인에게 그 이유를 설명해야 하며, 판결서에 그 이유를 기재하여야 한다. 국민참여재판을 통해 국민의 사법참여를 보장할 수 있고, 유전무죄, 전관예우와 같은 사법부에 대한 불신을 씻을 수 있다.

## 역사
국민참여재판에 참여할 '시민'의 법적 명칭을 영미식 배심제도에서 유래한 '배심원'으로 결정하기까지 숱한 우여곡절이 있었다.
법원과 검찰은 각각 '사법참여인'과 '시민법관'을 제안하며 대립했으나 사법개혁추진위윈회는 "실제 역할에 부합하고 시민에게 참여감과 긍지심을 갖게 한다."며 '시민판사'가 더 적절하다고 생각했지만, 법원측이 강하게 반대하고 일부 법조계 인사들은 "참여시민들이 후에 무슨 벼슬이라도 한 것인양 악용할 우려가 있다."고 했다. 그 외에 시민재판원과 시민재판인, 시민재판관이 대안으로 제시됐으나 각각 "일본에서 사용 중" "용어 자체가 어색" "헌법재판관과의 관계에서 오해 소지가 있다."는 지적이 제기되자 판.검사, 변호사, 국회의원, 교사 등 전문가집단을 대상으로 설문조사를 실시한 결과 '선택항목'의 경우 법원이 제안한 '사법참여인', '제안항목'에선 '배심원'이 가장 많이 나왔다.
이에 따라 사법개혁추진위원회는 "배심원 명칭을 꼭 배제할 필요는 없다."는 데 의견 일치를 보고 법안 확정 단계에서 '배심원'으로 최종 확정했다. 참여시민의 명칭이 배심원으로 정해지면서 '시민참여재판'이란 명칭도 국민참여재판으로 바꿨다. 시민단체 대표들은 '시민'이란 용어를 사용할 것을 계속 주장하는 과정에서 "시민이라고 하면 군민이나 농어민은 제외되는 것이냐"는 일부의 문제 제기도 있었다.
일반시민이 재판과정에서 판단자로 참여하는 국민참여재판은 2006년부터 준비기간을 거쳐 2009년 본격 시행될 예정이었으나 법안이 2007년 4월 30일 국회 본회의를 통과하였고 2007년 6월 1일 공표되었으며 2008년 1월 1일부터 시행되었다. 
2008년 국민참여재판이 처음 시행된 이후 배심원단의 유ㆍ무죄 판단과 판사의 판결 결과를 살펴보면 이같이 배심원 다수의 평결을 존중하여판결하는 사건이 93%였다..
2012년 1월 17일 시행된 법률에서 이전에 중형이 예상되는 중대 사건으로 대상 사건을 특정하였으나 대상 사건을 합의부 관할 사건으로 확대하고 성 폭력 피해자나 법정대리인이 국민참여재판을 원하지 않을 때를 신설했다.
대법원은 2012년 10월 12일에 "시민사법참여위원회가 2012년 9월 14일 국민참여재판을 참관한 후 '변호사도 법복을 입는 것이 어떻겠느냐?'는 의견을 제시해와 국민참여재판시 변호인들이 법복을 착용할 수 있도록 ‘변호인용 법복 비치 및 착용 안내를 위한 시행 계획’을 추진하고 있는 중”이라고 밝히면서 법원은 서울지방변호사회에 이 사안을 전달하고 법복 비치 장소 등을 협의하고 서울회는 서울중앙지법과 구체적인 협의가 끝나는 대로 자체 제작한 변호사 법복 10벌을 법원에 제공하였다.
2012년 한해동안 국민참여재판은 대전지방법원29건 서울북부지방법원 28건, 서울중앙지방법원27건이다. 특히 서울중앙지방법원이 국민참여재판을 담당하는 형사 합의부가 10개에 이르지만 대전지방법원은 2개에 그쳤다. 대법원은 대전지방법원 제12형사부(안병욱 부장판사)를 ‘2012년 국민참여재판 모범재판부’로 선정해 미국 서부지역에서 열리는 국제화 연수에 파견했다.
서울중앙지법은 2013년 4월 25일 법의 날을 맞아 '배심원의 날' 행사를 열고 2012년 12월부터 2013년 4월까지 서울중앙지법에서 진행된 국민참여재판 12건에 참여한 배심원 88명(남 46명.여 42명)이 대상으로 설문조사한 결과 국민참여재판에 참여한 배심원 10명 중 7명 이상이 '5년 내 다시 배심원 선정 통지 받을 경우 배심원으로 참여하겠다.', '지인이 형사재판을 받을 경우 국민참여재판을 권유하겠다.'는 응답자도 74%였다.
이들은 단기간 집중심리방식이 피고인의 방어권에 미치는 영향에 대해 41%가 '피고인의 방어권 보장에 도움이 된다(36명)'고 답했다. '영향을 미치지 않는다(34명, 34%)' '의견이 방어권을 제약한다(17명, 19%)'는 의견이 뒤를
2018년 기준 피고인의 국민참여재판 신청에 대한 법원의 인용률이 춘천지방법원 9.1%로 전국 18개 지방법원 가운데 가장 낮았다. 이어 울산지법(12.5%), 부산지법(13.2%), 서울동부지법(15.0%), 광주지법(15.8%), 청주지법(16.7%)은 10%대에 그쳤다. 전국 평균 인용률은 28.8%이다. 대구지방법원이 45%로 가장 높았고 이어 전주지법(42.1%), 서울북부지법(40.9%), 수원지법(35.9%), 서울중앙지법(34.7%) 순으로 높았다.
서울고법 형사12부(재판장 홍동기 부장판사)는 2017년 9월 19일 마약류 관리에 관한 법률 위반(향정 · 대마) 혐의와 병역법 위반 혐의로 기소된 최 모(28)씨의 양형부당에 대한 항소심(2017노1823, 2337)에서 병역법 위반 사건에 관하여 국민참여재판 의사를 확인하지 않고 2017년 3월 추가기소된 또 다른 마약 사건에 관하여만 국민참여재판 의사를 확인한 후 재판을 진행한 다음 징역 3년 6월을 선고한 것에 대해 직권판단으로 국민참여재판 의사를 확인하지 않은 것은 위법하다."며 원심 파기하고 서울중앙지법으로 돌려보냈다.

## 대상 사건
1심 형사재판으로 국한된다.
1. 1. 법원조직법 제32조 제1항에서 2호와 5호를 제외한 합의부 관할 사건(사건 부호가 고합인 사건)의 피고인이 국민참여재판을 신청한 때
2. 2. 합의부 사건이 아니지만 피고인이 합의부 재판을 원하고(재판부 변경 청구) 단독 판사가 이를 받아들여 회부한 재정 합의부에서 허가한 때
3. 3. 1에 해당하는 사건의 미수죄, 교사죄, 방조죄, 예비죄, 음모죄에 해당하는 사건
4. 4. 1 또는 3에 해당하는 사건과 형사소송법 제11조(경합범)에 따른 관련 사건으로서 병합하여 심리하는 사건

## 제외 사건
- 민사 사건
- 피고인이 국민참여재판을 원하지 않는 사건
- 제9조 제1항(사법행정사무에 관한 지휘)에 따른 법원의 배제결정이 있는 사건[10]
- 형법 제258조의2(신체의 상해로 인하여 불구 또는 불치나 난치의 질병에 이르게 한 자), 제331조(특수절도), 제331조의 상습범으로 한정한 제332조(상습범)과 그 각 미수죄, 제350조의2(공갈죄로서 제3자로 하여금 재물의 교부를 받게 하거나 재산상의 이익을 취득하게 한 때)와 그 미수죄, 제363조(상습범)에 해당하는 사건
- 폭력행위 등 처벌에 관한 법률 제2조(폭행 등) 제3항 제2호ㆍ제3호, 제6조(제2조제3항제2호ㆍ제3호의 미수죄로 한정한다) 및 제9조(사법경찰관리의 직무유기)에 해당하는 사건
- 병역법 위반사건
- 특정범죄 가중처벌 등에 관한 법률 제5조의3제1항(도주차량 운전자의 가중 처벌), 제5조의4(상습 강도•절도자의 가중 처벌) 제5항제1호ㆍ제3호 및 제5조의11(위험운전 치사상)에 해당하는 사건
- 보건범죄 단속에 관한 특별조치법 제5조(부정 의료업자의 처벌)에 해당하는 사건
- 부정수표 단속법 제5조(위•변조자의 형사 책임)에 해당하는 사건
- 도로교통법 제148조의2제1항ㆍ제2항, 같은 조 제3항제1호 및 제2호에 해당하는 사건
- 위 도로교통법 사건과 동시에 심판할 공범사건
- 지방법원판사에 대한 제척ㆍ기피사건

## 배심원의 자격
배심원 수는 사건에 따라 5~9명을 선정하고, 배심원의 결원 등에 대비해 예비배심원도 둔다. 법관, 검사, 변호사 등은 배심원에서 제외된다.

### 면제사유
법관은 과거 5년 이내에 배심원 후보자로서 신청기일에 출석한 사람에 대하여는 직권 또는 신청에 따라 배심원 직무의 수행을 면제할 수 있다.

## 판례
- 국민의 형사재판 참여에 관한 법률 제8조는 피고인이 공소장 부본을 송달받은 날부터 7일 이내에 국민참여재판을 원하는지 여부에 관한 의사가 기재된 서면(이하 ‘의사확인서’)을 제출하도록 하고, 피고인이 그 기간 내에 의사확인서를 제출하지 아니한 때에는 국민참여재판을 원하지 아니하는 것으로 보며, 공판준비기일이 종결되거나 제1회 공판기일이 열린 이후 등에는 종전의 의사를 바꿀 수 없도록 규정하고 있다. 위 규정의 취지를 위 기한이 지나면 피고인이 국민참여재판 신청을 할 수 없도록 하려는 것으로는 보기 어려운 점 등에 비추어 볼 때, 공소장 부본을 송달받은 날부터 7일 이내에 의사확인서를 제출하지 아니한 피고인도 제1회 공판기일이 열리기 전까지는 국민참여재판 신청을 할 수 있고, 법원은 그 의사를 확인하여 국민참여재판으로 진행할 수 있다고 봄이 상당하다.[13]
- 국민참여재판으로 진행하기로 하는 제1심 법원의 결정에 대하여 항고할 수 없고 법원은 이에 대해 기각결정을 하여야 한다[14]
- 국민참여재판에서 배심원들이 전원일치로 무죄로 평결하고 제1심도 무죄를 선고한 경우, 대법원은 "국민참여재판 배심원이 만장일치의 의견으로 내린 무죄의 평결이 재판부의 심증에 부합하여 그대로 채택된 경우, 2심 역시 특별한 사정이 없는 한 배심원 의견을 존중한 1심의 의견을 존중해야 한다"고 판결하였다.[15]
- 제1심 법원이 국민참여재판의 대상이 되는 사건임을 간과하여 피고인의 의사를 확인하지 않은 채 통상의 공판절차로 재판을 진행하였다면 피고인에게 항소심에서 국민참여재판절차 등에 관한 충분한 안내가 이루어지고 그 희망 여부에 관하여 숙고할 수 있는 상당한 시간이 사전에 부여되어 피고인이 이를 문제 삼지 않겠다는 의사를 명백히 밝힌 경우, 제1심의 공판절차상 하자는 치유되었다[16].

## 국민참여재판 대상범위의 제한 사건

### 국민참여재판을 받을 권리
국민참여재판 대상범위의 제한 사건은 헌법재판소 판례이다.  헌법재판소는 "법관에 의한 재판을 받을 권리는 직업법관에 의한 재판을 주된 내용으로 하는 것이므로 국민참여재판을 받을 권리가 헌법 제27조1항에서 규정한 '재판을 받을 권리'의 보호범위에 속한다고 볼 수 없다"고 밝혔다.  재판부는 이어 "기존 형사재판과 상이한 국민참여재판을 위한 물적·인적 여건이 처음부터 구비되기 어렵다는 점을 감안해 대상사건의 범위를 제한한 것은 목적의 정당성이 인정된다"며 "또 국민의 관심사가 집중되고 피고인의 선호도가 높은 중죄사건으로 대상사건을 한정한 것은 목적을 위한 합리적인 방법으로 청구인의 평등권을 침해하지 않는다"고 했다.

## 배심원 제도와의 차이
미국의 배심원 제도의 경우 배심원들이 결정한 유,무죄 평결을 반드시 판사가 따라야한다
그래서 우리나라 국민차.

## 비판
법률 지식과 재판 절차, 법률 용어를 잘 모르는 일반인에게 재판을 맡겼을 때 전문성의 부재 문제의 우려가 있다. 하지만, 검사나 변호사가 일반 국민의 눈높이에 맞춰 배심원을 설득해야 하기에 배심원들이 사건을 파악하고 판단하는 데도 크게 어렵지 않다는 주장도 있다.
또한, 국민참여재판의 실질출석률이 50% 미만에 불과해 아직 제대로 정착되지 않았다. 이에 배심원 후보자 및 배심원에게 지급되는 일당과 실비를 현실화하고, 직장인도 마음 놓고 재판에 참석할 수 있는 사회 전반 분위기를 조성해야 한다는 지적이 나오고 있다.
합의부에서 재판하는 일부 사건 중에서 피고인의 의사에 따라 국민참여재판을 할 수 있는 제도적 한계로 인하여 정작 국민적 관심사가 있는 사건이 국민참여재판을 할 수 없는 한계가 있다.
국민참여재판의 한계로 인하여 국회에서,
- 주광덕 의원의 단독 판사 사건으로 확대
- 정성호 의원이 법원 직권 또는 검사의 신청
- 김종민 의원이 고의에 의한 살인은 필수 사건
- 백혜련 의원이 배심원단은 성별, 연령별 무작위 추출하여 구성하는 법률안을 입법 제출하였다.

## 사례
- 내발산동 자산가 피살 사건 (2014년 10월)
- 상주 농약 음료수 음독 사건 (2015년 7월)